# Canomaculina consors
Canomaculina consors är en lavart som först beskrevs av William Nylander och som fick sitt nu gällande namn av John Alan Elix och Mason Ellsworth Hale. 
Canomaculina consors ingår i släktet Canomaculina och familjen Parmeliaceae. Inga underarter finns listade i Catalogue of Life.